# Светлолобый мохноногий сыч
Светлолобый мохноногий сыч (лат. Aegolius harrisii) — вид хищных птиц из семейства совиных, распространённый в Южной Америке. Видовое латинское название дано в честь американского орнитолога Эдварда Харриса (1799—1863).

## Описание
Небольшая сова, достигает длины около 20 сантиметров и массы в 104—155 граммов. Верхняя часть туловища тёмно-коричневого цвета с легкой кремовой полосой на плече,проходящей по шее. Брюхо желтовато-коричневого цвета с тёмной полосой на груди. Голова большая, круглая, без перьевых ушей и с ярко выраженным лицевым диском. Лицевой диск светло-жёлтый, обрамлён черной полосой. Глаза жёлтые, хвост короткий.

## Распространение

### Ареал
Обитает в Аргентине, Боливии, Бразилии, Колумбии, Эквадоре, Парагвае, Перу, Уругвае и Венесуэле.

### Среда обитания
Встречается на опушках, в субтропических и тропических лесах и открытой, преимущественно культивируемой местности на высоте до 3800 метров над уровнем моря. 
Выделяют 3 подвида, из которых два географически изолированы друг от друга. Южный подвид Aegolius harrisii iheringi обитает в районе юго-восточной Бразилии, Парагвая и Северной Аргентины, северный подвид Aegolius harrisii harrisii — в Колумбии, Венесуэле и Эквадоре. Третий подвид, A. h. dabbenei обитает на западе Боливии и северо-западе Аргентины.

## Поведение

### Питание
Питается небольшими позвоночными и насекомыми.

### Размножение
Размножается в открытых горных лесах, откладывая яйца в ранее образовавшиеся полости в стволах деревьев или погибших пальмах.